# Midea saturatalis
Midea saturatalis är en fjärilsart som beskrevs av Walker 1865. Midea saturatalis ingår i släktet Midea och familjen nattflyn. Inga underarter finns listade i Catalogue of Life.